# Sonata
Sonata – instrumentalna forma cykliczna.
Pierwotnie mianem tym określano każdy utwór instrumentalny, w przeciwieństwie do wokalnego (kantaty). Sonata jako forma rozwinęła się na przełomie XVI i XVII w. z canzony z typowymi jej cechami – wieloodcinkowością i kontrastowością, z tą różnicą, że w sonacie zmniejszyła się liczba odcinków na rzecz ich rozmiarów. Z czasem wykształciło się kilka typów sonaty: barokowa, klasyczna, romantyczna i nowsza (XX-wieczna). 
Formy pokrewne sonacie to symfonia i koncert.

## Sonata barokowa
Na początku XVII wieku sonata miała najczęściej formę wieloodcinkowej canzony instrumentalnej.
W połowie XVII wieku wykształcają się dwa typy sonat:
1. sonata da camera – sonata świecka, komnatowa (wł. camera – komnata, pokój), o budowie suity;
2. sonata da chiesa – sonata kościelna, składająca się z czterech części: wolna – szybka – wolna – szybka.

Sonaty najczęściej pisane były na jeden lub na dwa instrumenty solowe (sonata triowa, triosonata), choć też na większe składy, oraz basso continuo – instrument basowy (np. wiola basowa, wiolonczela, fagot) i instrument akordowy (np. klawesyn, lutnia, organy), realizujący akompaniament harmoniczny z ocyfrowanego głosu basowego.
W roli instrumentów solowych najczęściej występowały instrumenty smyczkowe, choć nie brakuje przykładów sonat solowych, triowych i na większe składy, wykorzystujące w roli solowej instrumenty dęte, a nawet strunowe szarpane czy klawiszowe (klawesyn, organy) oraz różne kombinacje tych instrumentów z towarzyszeniem basso continuo. Sonaty triowe były też pisane na organy (2 manuały i pedał). Przykładem może być 6 triosonat organowych, przypisywanych J.S. Bachowi (przynajmniej niektóre z nich są adaptacją sonat triowych na różne składy innych autorów).
U schyłku epoki baroku tworzono też sonaty jednoczęściowe, np. w dwuodcinkowej formie repetycyjnej. Najbardziej znane utwory tego typu to sonaty klawesynowe Domenico Scarlattiego.

## Sonata klasyczna
W połowie XVIII wieku wytworzył się typ sonaty klasycznej. Tego typu sonata stała się stałym elementem twórczości klasyków wiedeńskich – Haydna, Mozarta i Beethovena.
Sonata klasyczna uzyskała czteroczęściową budowę:
1. część – allegro (lub inaczej nazywane allegro sonatowe) najczęściej w formie sonatowej, czasami wariacji;
2. część – adagio – w formie repryzowej (budowa ABA), wariacji lub ronda;
3. część – menuet (J. Haydn) lub scherzo (L. v. Beethoven);
4. część – allegro – forma sonatowa, rondo lub wariacje.

Sonata klasyczna wykonywana jest solo na instrumencie lub jest przeznaczona na zespół instrumentalny. Może być to zespół kameralny np. kwartet smyczkowy, kwintet dęty. Utwór przyjmuje wtedy nazwę od zespołu. W przypadku gdy sonata wykonywana jest przez orkiestrę symfoniczną nazywana jest symfonią. Trzyczęściowa sonata na instrument solo z towarzyszeniem orkiestry to koncert. Krótka i prosta sonata to sonatina.